# Scytodes leprosula
Scytodes leprosula är en spindelart som beskrevs av Embrik Strand 1913. Scytodes leprosula ingår i släktet Scytodes och familjen spottspindlar. Inga underarter finns listade i Catalogue of Life.